# Bundestagswahlkreis Soest
Der Wahlkreis Soest (Wahlkreis 145; bis zur Bundestagswahl 2021 Wahlkreis 146) ist ein Bundestagswahlkreis in Nordrhein-Westfalen. Er umfasst den Kreis Soest.

## Wahlkreisgeschichte
Der Wahlkreis Soest wurde zur Bundestagswahl 1980 neu gebildet.
| Wahl      | Wahlkreisname | Gebiet      |
| --------- | ------------- | ----------- |
| 1980–1998 | 118 Soest     | Kreis Soest |
| 2002–2009 | 147 Soest     | Kreis Soest |
| 2013–2021 | 146 Soest     | Kreis Soest |
| 2025–     | 145 Soest     | Kreis Soest |

## Wahlkreisabgeordnete
| Wahl | Abgeordneter | Abgeordneter               | Partei | Stimmen in % |
| ---- | ------------ | -------------------------- | ------ | ------------ |
| 1980 |              | Hermann Kroll-Schlüter     | CDU    | 50,0         |
| 1983 | 56,3         | Hermann Kroll-Schlüter     | CDU    |              |
| 1987 | 49,8         | Hermann Kroll-Schlüter     | CDU    |              |
| 1990 |              | Jürgen Augustinowitz       | CDU    | 49,4         |
| 1994 | 49,6         | Jürgen Augustinowitz       | CDU    |              |
| 1998 |              | Eike Hovermann             | SPD    | 45,5         |
| 2002 |              | Bernhard Schulte-Drüggelte | CDU    | 44,2         |
| 2005 | 46,3         | Bernhard Schulte-Drüggelte | CDU    |              |
| 2009 | 45,8         | Bernhard Schulte-Drüggelte | CDU    |              |
| 2013 | 49,8         | Bernhard Schulte-Drüggelte | CDU    |              |
| 2017 |              | Hans-Jürgen Thies          | CDU    | 42,7         |
| 2021 | 33,1         | Hans-Jürgen Thies          | CDU    |              |
| 2025 |              | Oliver Pöpsel              | CDU    | 37,3         |

## Wahlergebnisse

### Bundestagswahl 2025
| Kandidaten                                             | Kandidaten                 | Parteien/Listen       | Erststimmen | Erststimmen | Zweitstimmen | Zweitstimmen |
| Kandidaten                                             | Kandidaten                 | Parteien/Listen       | Stimmen     | %           | Stimmen      | %            |
| ------------------------------------------------------ | -------------------------- | --------------------- | ----------- | ----------- | ------------ | ------------ |
|                                                        | Jens Behrens               | SPD                   | 42.544      | 22,5        | 34.834       | 18,4         |
|                                                        | Oliver Pöpselgewählt im WK | CDU                   | 70.487      | 37,3        | 66.361       | 35,0         |
|                                                        | Sarah Gonschorek           | Bündnis 90/Die Grünen | 18.133      | 9,6         | 19.038       | 10,0         |
|                                                        | Fabian Griewel             | FDP                   | 7.449       | 3,9         | 7.681        | 4,1          |
|                                                        | Ulrich von Zons            | AfD                   | 36.727      | 19,4        | 35.823       | 18,9         |
|                                                        | Roland Linnhoff            | Die Linke             | 11.144      | 5,9         | 11.577       | 6,1          |
|                                                        | Christine-Maria Hudyma     | Freie Wähler          | 2.537       | 1,3         | 1.007        | 0,5          |
|                                                        | –                          | Tierschutzpartei      | –           | –           | 2.269        | 1,2          |
|                                                        | –                          | dieBasis              | –           | –           | 523          | 0,3          |
|                                                        | –                          | Die PARTEI            | –           | –           | 1.013        | 0,5          |
|                                                        | –                          | Todenhöfer            | –           | –           | 270          | 0,1          |
|                                                        | –                          | Volt                  | –           | –           | 908          | 0,5          |
|                                                        | –                          | MLPD                  | –           | –           | 35           | 0,0          |
|                                                        | –                          | PdF                   | –           | –           | 351          | 0,2          |
|                                                        | –                          | Bündnis Deutschland   | –           | –           | 232          | 0,1          |
|                                                        | –                          | BSW                   | –           | –           | 7.406        | 3,9          |
|                                                        | –                          | MERA25                | –           | –           | 45           | 0,0          |
|                                                        | –                          | WerteUnion            | –           | –           | 97           | 0,1          |
| Gesamt                                                 | Gesamt                     | Gesamt                | 189.021     | 100         | 189.470      | 100          |
|                                                        |                            |                       |             |             |              |              |
| Ungültige Stimmen                                      | Ungültige Stimmen          | Ungültige Stimmen     | 1.445       | 0,8         | 996          | 0,5          |
| Wähler                                                 | Wähler                     | Wähler                | 190.466     | 83,0        | 190.466      | 83,0         |
| Wahlberechtigte                                        | Wahlberechtigte            | Wahlberechtigte       | 229.384     |             | 229.384      |              |
|                                                        |                            |                       |             |             |              |              |
| Quellen: Die Bundeswahlleiterin, Kandidaten – Ergebnis |                            |                       |             |             |              |              |

### Bundestagswahl 2021
| Kandidaten                                            | Kandidaten                     | Parteien/Listen      | Erststimmen | Erststimmen | Zweitstimmen | Zweitstimmen |
| Kandidaten                                            | Kandidaten                     | Parteien/Listen      | Stimmen     | %           | Stimmen      | %            |
| ----------------------------------------------------- | ------------------------------ | -------------------- | ----------- | ----------- | ------------ | ------------ |
|                                                       | Hans-Jürgen Thiesgewählt im WK | CDU                  | 58.791      | 33,1        | 51.697       | 29,1         |
|                                                       | Wolfgang Hellmich              | SPD                  | 54.614      | 30,8        | 51.061       | 28,7         |
|                                                       | Fabian Griewel                 | FDP                  | 17.826      | 10,0        | 21.005       | 11,8         |
|                                                       | Berengar Elsner von Gronow     | AfD                  | 13.992      | 7,9         | 14.206       | 8,0          |
|                                                       | Mohammad Shahabuddin Miah      | GRÜNE                | 22.154      | 12,5        | 24.089       | 13,5         |
|                                                       | Robert Helle                   | DIE LINKE            | 5.548       | 3,1         | 5.520        | 3,1          |
|                                                       | –                              | Die PARTEI           | –           | –           | 1.724        | 1,0          |
|                                                       | –                              | Tierschutzpartei     | –           | –           | 2.260        | 1,3          |
|                                                       | –                              | PIRATEN              | –           | –           | 666          | 0,4          |
|                                                       | Christine-Maria Hudyma         | FREIE WÄHLER         | 2.017       | 1,1         | 1.176        | 0,7          |
|                                                       | –                              | NPD                  | –           | –           | 156          | 0,1          |
|                                                       | –                              | ÖDP                  | –           | –           | 118          | 0,1          |
|                                                       | –                              | V-Partei³            | –           | –           | 89           | 0,1          |
|                                                       | –                              | Gesundheitsforschung | –           | –           | 246          | 0,1          |
|                                                       | –                              | MLPD                 | –           | –           | 12           | 0,0          |
|                                                       | –                              | Die Humanisten       | –           | –           | 121          | 0,1          |
|                                                       | –                              | DKP                  | –           | –           | 31           | 0,0          |
|                                                       | –                              | SGP                  | –           | –           | 13           | 0,0          |
|                                                       | Wolfgang Martin Sälzer         | dieBasis             | 2.507       | 1,4         | 2.038        | 1,1          |
|                                                       | –                              | Bündnis C            | –           | –           | 159          | 0,1          |
|                                                       | –                              | du.                  | –           | –           | 89           | 0,1          |
|                                                       | –                              | LIEBE                | –           | –           | 251          | 0,1          |
|                                                       | –                              | LKR                  | –           | –           | 34           | 0,0          |
|                                                       | –                              | PdF                  | –           | –           | 73           | 0,0          |
|                                                       | –                              | LfK                  | –           | –           | 173          | 0,1          |
|                                                       | –                              | Team Todenhöfer      | –           | –           | 495          | 0,3          |
|                                                       | –                              | Volt                 | –           | –           | 327          | 0,2          |
| Gesamt                                                | Gesamt                         | Gesamt               | 177.449     | 100         | 177.829      | 100          |
|                                                       |                                |                      |             |             |              |              |
| Ungültige Stimmen                                     | Ungültige Stimmen              | Ungültige Stimmen    | 1.554       | 0,9         | 1.174        | 0,7          |
| Wähler                                                | Wähler                         | Wähler               | 179.003     | 77,2        | 179.003      | 77,2         |
| Wahlberechtigte                                       | Wahlberechtigte                | Wahlberechtigte      | 231.811     |             | 231.811      |              |
|                                                       |                                |                      |             |             |              |              |
| Quellen: Die Bundeswahlleiterin, Kandidaten – Stimmen |                                |                      |             |             |              |              |

### Bundestagswahl 2017
| Gegenstand der Nachweisung | Gegenstand der Nachweisung | Erst- stimmen | Erst- stimmen | Zweit- stimmen | Zweit- stimmen |
| Bewerber                   | Partei                     | Anzahl        | %             | Anzahl         | %              |
| -------------------------- | -------------------------- | ------------- | ------------- | -------------- | -------------- |
| Hans-Jürgen Thies          | CDU                        | 73.595        | 42,7          | 62.764         | 36,3           |
| Wolfgang Hellmich          | SPD                        | 50.458        | 29,3          | 43.184         | 25,0           |
| Shahabuddin Miah           | Bündnis 90/Die Grünen      | 9.459         | 5,5           | 10.723         | 6,2            |
| Robert Helle               | Die Linke                  | 9.756         | 5,7           | 11.702         | 6,8            |
| Fabian Griewel             | FDP                        | 13.681        | 7,9           | 23.269         | 13,5           |
| Berengar Elsner von Gronow | AfD                        | 15.311        | 8,9           | 16.165         | 9,3            |

### Bundestagswahl 2013
| Direktkandidat             | Partei                | Erststimmen in % | Zweitstimmen in % |
| -------------------------- | --------------------- | ---------------- | ----------------- |
| Bernhard Schulte-Drüggelte | CDU                   | 49,8             | 44,8              |
| Wolfgang Hellmich          | SPD                   | 33,3             | 30,4              |
| Ingo Westermann            | FDP                   | 2,3              | 4,9               |
| Cordula Ungruh             | Bündnis 90/Die Grünen | 6,0              | 7,0               |
| Michael Bruns              | Die Linke             | 5,0              | 5,2               |
| Sven Sladek                | PIRATEN               | 2,4              | 2,1               |
| -                          | Sonstige              | -                | -                 |

### Bundestagswahl 2009
| Direktkandidat             | Partei                | Erststimmen in % | Zweitstimmen in % | Bundestagswahl 2005 Zweitstimmen in % |
| -------------------------- | --------------------- | ---------------- | ----------------- | ------------------------------------- |
| Bernhard Schulte-Drüggelte | CDU                   | 45,8             | 36,6              | 39,1                                  |
| Wolfgang Hellmich          | SPD                   | 29,2             | 25,4              | 37,5                                  |
| Urs Frigger                | FDP                   | 9,6              | 16,9              | 10,5                                  |
| Frank Hilgenkamp           | Bündnis 90/Die Grünen | 7,3              | 8,6               | 5,8                                   |
| Michael Bruns              | Die Linke             | 7,0              | 7,6               | 4,4                                   |
| –                          | REP                   | –                | 0,2               | 0,4                                   |
| –                          | Die Tierschutzpartei  | –                | 0,6               | 0,4                                   |
| Harald Röhl                | NPD                   | 1,1              | 0,8               | 0,7                                   |
| –                          | Familie               | –                | 0,6               | 0,4                                   |
| –                          | PIRATEN               | –                | 1,6               | -                                     |
| –                          | RENTNER               | –                | 0,4               | -                                     |
| –                          | Zentrum               | –                | 0,1               | 0,0                                   |
| –                          | BüSo                  | –                | 0,0               | 0,0                                   |
| –                          | RRP                   | –                | 0,2               | –                                     |
| –                          | MLPD                  | –                | 0,0               | –                                     |
| –                          | PSG                   | –                | 0,0               | –                                     |